# Zimirina
Genre
Zimirina est un genre d'araignées aranéomorphes de la famille des Prodidomidae.

## Distribution
Les espèces de ce genre se rencontrent en Afrique et en Europe du Sud.

## Liste des espèces
Selon World Spider Catalog (version 23.0, 18/02/2022) :
- Zimirina brevipes Pérez & Blasco, 1986
- Zimirina cineris Cooke, 1964
- Zimirina deserticola Dalmas, 1919
- Zimirina gomerae (Schmidt, 1981)
- Zimirina grancanariensis Wunderlich, 1992
- Zimirina hirsuta Cooke, 1964
- Zimirina lepida (Blackwall, 1859)
- Zimirina moyaensis Wunderlich, 1992
- Zimirina nabavii Wunderlich, 2011
- Zimirina penicillata (Simon, 1893)
- Zimirina relegata Cooke, 1977
- Zimirina spinicymbia Wunderlich, 1992
- Zimirina tenuidens Denis, 1956
- Zimirina transvaalica Dalmas, 1919
- Zimirina vastitatis Cooke, 1964

## Systématique et taxinomie
Ce genre a été décrit par Dalmas en 1919 dans les Prodidomidae. Il est placé dans les Gnaphosidae par Azevedo, Griswold et Santos en 2018 puis dans les Prodidomidae par Azevedo, Bougie, Carboni, Hedin et Ramírez en 2022.

## Publication originale
- Dalmas, 1919 : « Synopsis des araignées de la famille des Prodidomidae. 2. » Annales de la Société Entomologique de France, vol. 87, p. 290-340 (texte intégral).